# Кулосаарі (район)
Кулосаарі (фін. Kulosaari, швед. Brändö) — острів та район Гельсінкі, Фінляндія. Населення — 3700 осіб (2003 рік), площа — 1,81 км². Острів розташований між районами Герттоніємі і Сьорняйнен, та затоками Ванханкаупунгінселькя і Круунувуоренселькя. 20% населення району мають шведську мову за рідну. 
Забудова розпочата на початку ХХ сторіччя, а міст на Сьорняйнен було відкрито в 1919 році. Кулосаарі був незалежним муніципалітетом в 1922 — 1946 рік, коли його приєднали до Гельсінкі.
Трамваї обслуговували острів в 1910 — 1951 рік — до відкриття першого мосту, для перевезення трамваїв використовувалися пороми. В 1982 році в Кулосаарі була відкрита станція метро, також островом прямує шосе Ітявяйля.
У районі розташовані амбасади Польщі, Венесуели, Китаю, України, Ірану, Мадагаскару та Іраку.

Кулосаарі на мапі Гельсінкі
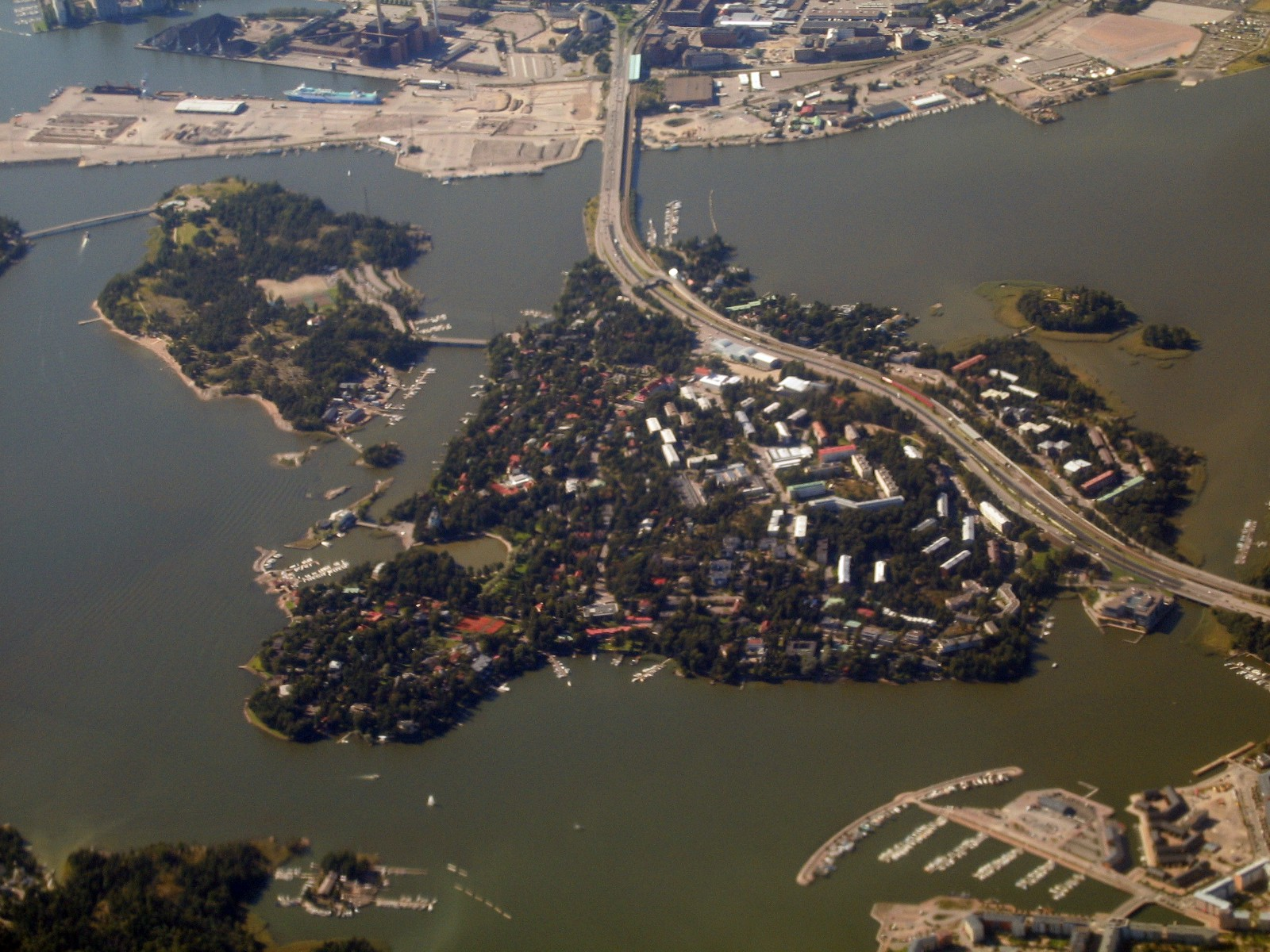
Кулосаарі з повітря
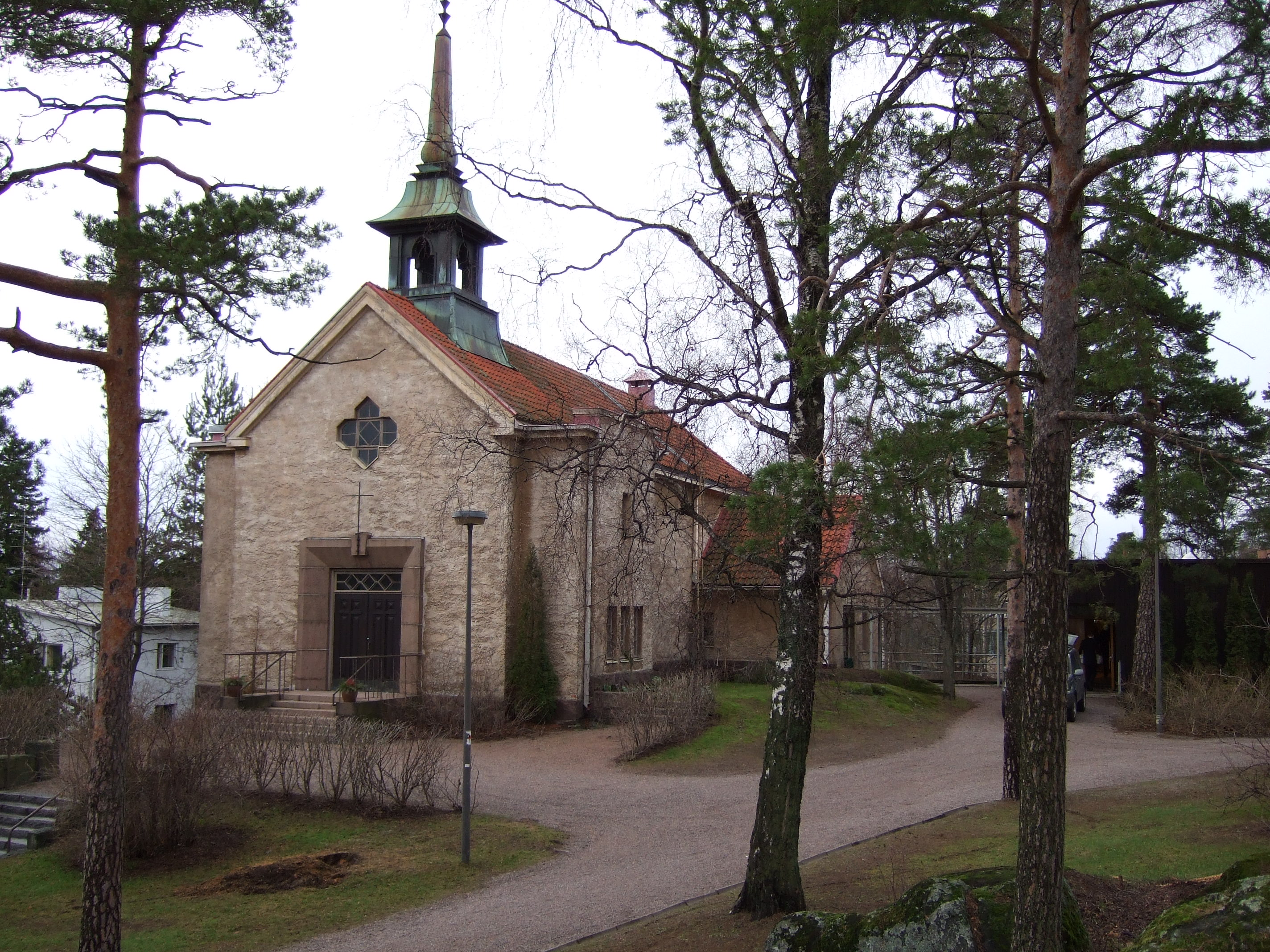
Церква Кулосаарі